# Милославское (Рязанская область)

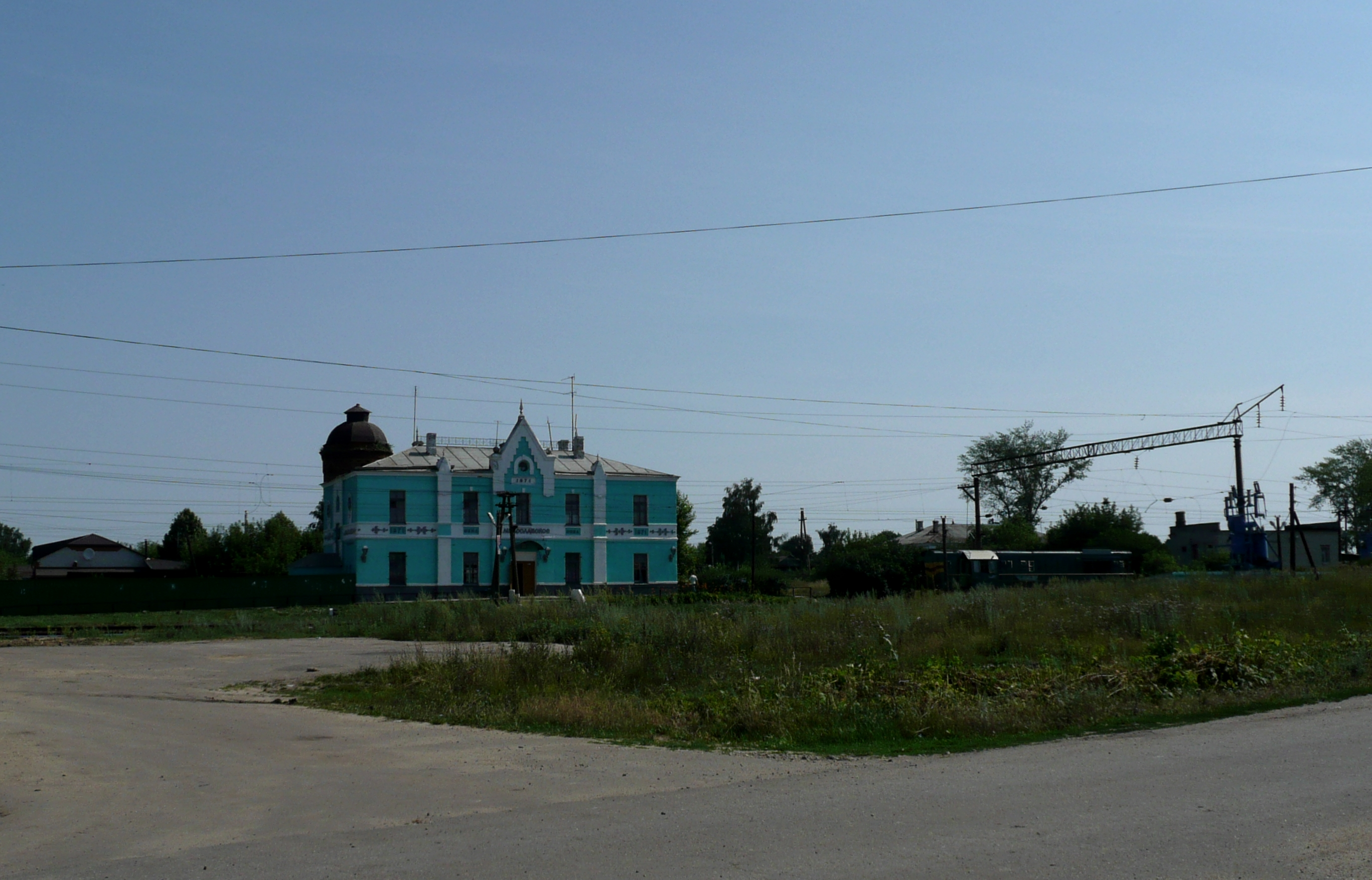
2011.Вокзал, каким он был.

Милосла́вское — посёлок городского типа, административный центр Милославского района Рязанской области России.
Население 4180 чел. (2023).
Расположен на юго-западе Рязанской области, на реке Мокрой Полотебне (бассейн Оки), в 136 км к юго-западу от областного центра города Рязани. В посёлке имеется одноименная железнодорожная станция Юго-Восточной железной дороги на линии Павелец — Раненбург Рязано-Уральского железнодорожного хода. Автобусными маршрутами посёлок связан с Москвой, Рязанью, Скопином, Ряжском.

## История
Населённый пункт впервые упоминается в 1350 году. Возникновение и наименование его связывают с именем татарского мурзы Салахмира, перешедшего на службу к великому князю Рязанскому Олегу Ивановичу и после крещения получившего имя Иван Мирославич. Новоиспечённый боярин владел обширными вотчинами в районе современного посёлка.
В средние века село Милославское пришло в запустение в результате разорительных набегов кочевников. В XVII веке часть милославских вотчин ушла во владение московского окольничего боярина Матвея Милославского. В окладной книге 1676 года село упоминается под названием Милославщина.
В начале XIX века одно из мест «подвигов» крепостника-самодура Льва Измайлова, известного своими педофильскими наклонностями. В 1831 году село по просьбе его владелицы княгини Кропоткиной было переименовано в Алексеевское. В конце XIX века близ села прошла Рязано-Уральская железная дорога, возникла станция Милославское с одноимённым пристанционным посёлком.
В 1929 году был образован Милославский район с центром в пристанционном посёлке. В 1965 году сёла Милославское, Покрово-Шишкино, деревня Бабарыкино, Горюшкино, посёлки при спиртзаводе и железнодорожной станции были объединены и получили статус посёлка городского типа.

## Население

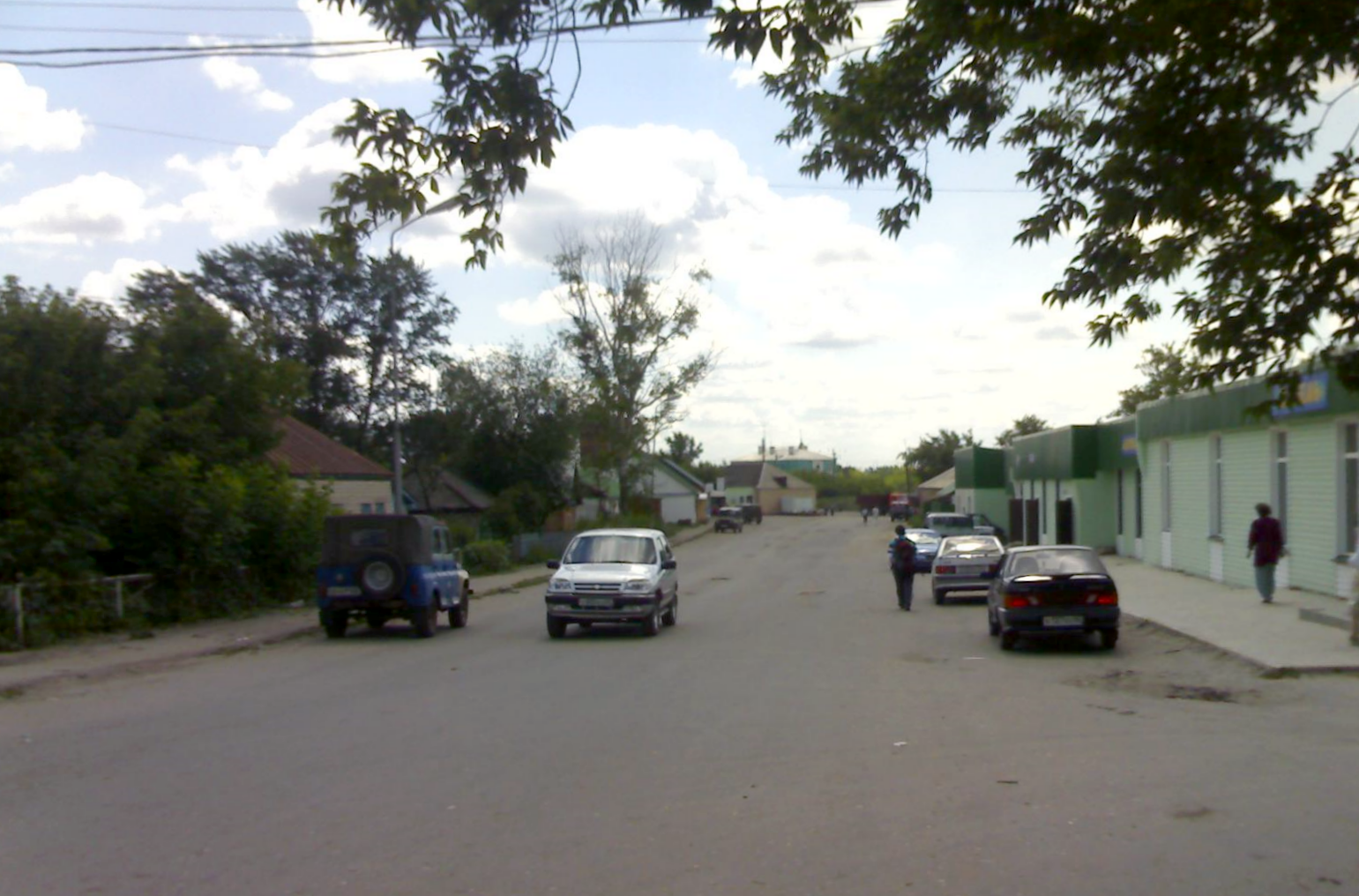
2007 год, центр посёлка.

| 1859  | 1906  | 1926  | 1939  | 1959  | 1970  | 1979  |
| ----- | ----- | ----- | ----- | ----- | ----- | ----- |
| 279   | ↗458  | ↘436  | ↗790  | ↗1455 | ↗4193 | ↗4639 |
| 1989  | 2002  | 2009  | 2010  | 2012  | 2013  | 2014  |
| ↗4995 | ↘4813 | ↘4513 | ↘4478 | ↗4487 | ↘4473 | ↘4448 |
| 2015  | 2016  | 2017  | 2018  | 2019  | 2020  | 2021  |
| ↘4376 | ↘4313 | ↘4312 | ↘4200 | ↘4116 | ↘4104 | ↗4223 |
| 2023  |       |       |       |       |       |       |
| ↘4180 |       |       |       |       |       |       |

## Экономика
Важнейшие предприятия: вблиз посёлка, в селе Мураевне, на одноимёном месторождении кварцевых песков расположен горно-обогатительный комбинат ПАО «ГОК «Мураевня». Предприятие производит кварцевые пески для стекольной, строительной, металлургической и др. промышленностей.
В посёлке имеется гостиница «Дон».

## Культура
В посёлке действует районный дом культуры, музыкальная школа, центральная районная библиотека. Работает районная больница. Имеется футбольный клуб «Дон», обладатель кубка Рязанской области 2009 года.

## Достопримечательности
Вблизи посёлка, в деревне Гремячка — народный музей П. П. Семёнова-Тян-Шанского.
В близлежащем селе Покрово-Гагарино — Церковь Покрова Пресвятой Богородицы 1776 года постройки.

## Известные уроженцы
- Викторов, Борис Алексеевич (1916-1993) - заместитель главного военного прокурора СССР, заместитель министра внутренних дел СССР.
- Алексеев, Василий Иванович (1942—2011) — советский тяжелоатлет.
- Шустрая, Юлия Николаевна (1992) — российская журналистка.